# Rictichneumon pachymerus
Rictichneumon pachymerus är en stekelart som först beskrevs av Hartig 1838.  Rictichneumon pachymerus ingår i släktet Rictichneumon och familjen brokparasitsteklar. Inga underarter finns listade i Catalogue of Life.